# لیپوو
لیپوو (به چکی: Lipov) یک منطقهٔ مسکونی در جمهوری چک است که در ناحیه هودونین واقع شده‌است. لیپوو ۱۵٫۱۲ کیلومتر مربع مساحت و ۱٬۵۱۳ نفر جمعیت دارد و ۲۲۷ متر بالاتر از سطح دریا واقع شده‌است.